# 阿姆斯特丹 (電影)
《阿姆斯特丹》（英語：Amsterdam）是一部2022年美國劇情片，由大衛·歐·羅素編導。主演陣容包括克里斯汀·貝爾、瑪格·羅比、約翰·大衛·華盛頓、克里斯·洛克、安雅·泰勒-喬伊、柔伊·莎達娜、麥克·邁爾斯、麥可·夏儂、提摩西·奧利芬、安德莉亞·瑞絲柏、泰勒·斯威夫特、馬提亞斯·修奈爾、安德莉亞·瑞絲柏、亞歷桑德羅·尼沃拉、雷米·馬利克和勞勃·狄尼洛。故事改編自美國1933年發生的華爾街商人政變，講述身為醫生、護士、律師的三名好友被捲入一場命案所延伸的連串效應。
《阿姆斯特丹》於2022年9月18日在紐約的愛麗絲·圖利音樂廳首映，定於2022年10月7日美國上映。電影發行後的票房表現失利，對比8000萬美元的製作預算，屬於票房炸彈；整體評價亦褒貶不一，媒體和影評家稱讚服裝設計和演員的表現，但批評羅素的編導。

## 演員
- 克里斯汀·貝爾飾演伯特·貝倫森（Burt Berendsen）
- 瑪格·羅比飾演瓦萊麗·沃茲（Valerie Voze）
- 約翰·大衛·華盛頓飾演哈洛德·伍德斯曼（Harold Woodsman）
- 克里斯·洛克飾演米爾頓·金（Milton King）
- 安雅·泰勒-喬伊飾演莉比·沃茲（Libby Voze）
- 柔伊·莎達娜飾演愛爾瑪（Irma）
- 麥克·邁爾斯飾演保羅（Paul）
- 麥可·夏儂飾演亨利·諾克羅斯（Henry Norcross）
- 提摩西·奧利芬飾演塔里木·米爾法克斯（Tarim Milfax）
- 安德莉亞·瑞絲柏飾演比阿特麗斯·范登赫維爾（Beatrice Vandenheuvel）
- 泰勒·斯威夫特飾演麗茲·米金斯（Liz Meekins）
- 馬提亞斯·修奈爾飾演格特威勒（Getwiller）
- 亞歷桑德羅·尼沃拉飾演希爾茲警探（Detective Hiltz）
- 雷米·馬利克飾演湯姆·沃茲（Tom Voze）
- 勞勃·狄尼洛飾演吉爾·狄倫貝克（Gil Dillenbeck）

## 製作
2020年1月，宣佈大衛·歐·羅素將編劇和執導一部由克里斯汀·貝爾主演，攝政娛樂公司製片的電影，拍攝預計於4月開始進行。2月，瑪格·羅比和麥可·B·喬丹加入演員陣容。10月，喬丹因行程衝突退出電影，該角色改由約翰·大衛·華盛頓飾演。2021年1月，宣佈雷米·馬利克、柔伊·莎達娜勞勃·狄尼洛、麥克·邁爾斯、提摩西·奧利芬、麥可·夏儂、克里斯·洛克、安雅·泰勒-喬伊、安德莉亞·瑞絲柏、馬提亞斯·修奈爾和亞歷桑德羅·尼沃拉加入演員陣容。6月，泰勒·斯威夫特被透露作為演員陣容之一。

### 拍攝
主體拍攝原定於2020年4月開始進行。然而受2019冠狀病毒病疫情影響，拍攝延期至2021年1月在洛杉磯開始進行，並於同年3月殺青。

## 發行
《阿姆斯特丹》原定於2022年11月4日美國上映。2022年8月，宣佈提前至2022年10月7日美國上映。

## 評價
《阿姆斯特丹》在影評界獲得的整體評價褒貶不一且趨於不佳，根据評論匯總网站爛番茄汇总的236篇评论文章，33%的评论家给予该作正面评价，平均打分为5.1分（满分10分），觀眾好評度62%，平均分數3.5/5，網站影評家共識寫道：「《阿姆斯特丹》有一群大明星和一個非常繁忙的情節，所有這些都比其令人眼花繚亂的部分的總和還要痛苦。」Metacritic則根據51條評論，打出48分的加權平均分數（滿分100分），代表「褒貶不一或中庸」。接受CinemaScore調查的觀眾在 A+ 到 F 的評分等級中，給本片的平均評分為「B」，而PostTrak的報告顯示受訪觀眾給本片 72% 的總體正面評分。

## 外部連結
- 互联网电影数据库（IMDb）上《阿姆斯特丹》的资料（英文）